# Första slaviska velarpalataliseringen
Första slaviska velarpalataliseringen är en samslavisk ljudförändring som innebar en regressiv palatalisering av velarer. Ljudförändringen går också under benämningen första regressiva palataliseringen av velarer, eftersom även en andra regressiv palatalisering inträffade senare.

## Orsak
Den första velarpalataliseringen orsakades av så kallad intrasyllabisk synharmoni, vilket är en harmonisering mellan konsonant och vokal inom stavelser. Detta innebär att en främre vokal palataliserar en föregående konsonant och att en bakre vokal velariserar en föregående konsonant. På så vis bringas vokalens och konsonantens artikulationsställen så nära varandra som möjligt. För velarer framför främre konsonant var detta inte möjligt då velarer har sitt artikulationsställe i velum och främre vokaler när tungryggens högsta punkt är i munhålans främre del. Denna motsägelse ledde till att velarernas artikulationsställe i mjuka gommen flyttades framåt i munnen till hårda gommen. I och med detta var inte velar konsonant framför främre vokal längre möjlig.

## Resultat
I samslaviskan fanns två främre vokaler *i och *ä. Ljudförändringarna framför främre vokal var:
```
*k > č, där 
č
 är den tonande palatovelara affrikatan [ʧ].
*g > *ǯ > ž, där 
ǯ
 är den tonande palatoalveolara affrikatan [ʤ] och 
ž
 den 
tonande postalveolara frikativan [ʒ]
.
*x > š, där 
x
 är den 
tonlösa velara frikativan [x]
 och 
š
 den 
tonlösa postalveolara frikativan [ʃ]
.
```

Exempel:
```
*slugiti > *služiti
*krikäti > *kričati
*ruxäti  > *rušati
```

Även konsonantkluster påverkades:
```
*sk > *šč
*zg > *žǯ
```

Resultatet av dessa ljudförändringar blev detsamma i alla slaviska språk. Konsonantklustren genomgick senare olika utvecklingar i de olika slaviska språken. I sydslaviska språk och i tjeckiska och slovakiska blev šč > št och žǯ > žd. I ryska blev konsonantklustren šč > šš’ (stavat šč) och žǯ > žž’ (stavat zž, žž och žd).
Dessa ljudförändringar märks i alla slaviska språk än idag genom alterneringarna: k~č, g~ž och x~š. I tjeckiska, slovakiska, ukrainska, vitryska och högsorbiska har g > h genom en senare process. I de språken gäller därför alterneringen h~ž istället.
Exempel på alterneringar är:
```
Ryska: ruka - ručka, noga - nožka, muxa - muška, peku - pečëš', mogu - možeš'
```

Eftersom resultatet av den första slaviska velarpalataliseringen är homogent i det slaviska språkområdet så anses den ha inträffat före den slaviska expansionen på 500-talet efter vår tidräkning.